# Argiope sapoa
Argiope sapoa là một loài nhện trong họ Araneidae.
Loài này thuộc chi Argiope. Argiope sapoa được Alberto Barrion & James A. Litsinger miêu tả năm 1995.